# Dommages matériels
 Les dommages matériels (parfois appelés destruction de biens, dommages aux biens ou dommages criminels en Angleterre et au Pays de Galles) sont des dommages ou la destruction de biens réels ou personnels tangibles, causés par la négligence, la destruction délibérée ou un acte de la nature. La destruction de biens est un sous-type de dommages aux biens qui implique des dommages physiques plus intentionnels et plus graves, irréparables ou extrêmement coûteux à réparer.
Il est similaire au vandalisme (dommages, destructions ou dégradations délibérés) et à l'incendie criminel (destruction de biens par le feu) car ces crimes impliquent la destruction et l'endommagement illégaux des biens d'une personne. Les dommages aux biens incluent le vandalisme de biens qui sont attachés de manière permanente au sol ou qui sont déplaçables par les personnes qui possèdent les biens, tout en causant des dommages physiques plus importants que le vandalisme. Il peut également s'agir d'un synonyme ou d'un terme appartenant à ces catégories.

## Voir également
- Méfait criminel
- Dommages criminels en droit anglais
- Incendie criminel
- Vandalisme